# Hôtel Berbis de Longecourt
L'hôtel Berbis de Longecourt est un hôtel particulier situé 45 rue Jeannin, à Dijon en Côte-d'Or. Son escalier fait l'objet d'un classement comme monument historique.

## Historique
Dans  Fyot, p 415, le n°45 serait l'hôtel de Beauffemont et l'on retrouverait M. de Berbis au 43  : " le 43 était occupé avant la Révolution par M. de Berbis, officier du Roi et par le chevalier de Longecourt ." p 416.

## Protection
Cet hôtel particulier fait l’objet d’une inscription au titre des monuments historiques depuis le 29 septembre 1928.